# Вайсс, Ханс Михаэль
Ханс Михаэль Вайсс (нем. Hans Michael Weiß; род. 11 марта 1965, Данненфельс, Доннерсберг) — немецкий футбольный тренер. Главный тренер сборной Филиппин до 19 лет.

## Биография
Вайсс получил степень бакалавра спортивной науки в Университете Майнца в 1995 году. Он также проходил стажировку в таких клубах, как «Реал Мадрид», «Кайзерслаутерн», «Ривер Плейт» и лондонский «Арсенал». Он имеет тренерскую лицензию УЕФА уровня «А», а также докторскую степень в фитнес-подготовке.
Начал тренерскую карьеру в качестве ассистента Герта Энгельса в японском клубе «Киото Санга» из Второго дивизиона. После ухода Энгельса клуб прошёл через «чехарду тренеров», в 2003—2004 им управляло три специалиста, в том числе такой известный, как Пим Вербек. Но это не помогло, и клуб вылетел из Джей-лиги с последнего места.
Вайсс покинул «Киото Санга» в 2004 году, приняв предложение войти в тренерский штаб молодёжной сборной Китая U-20. И здесь тоже не обошлось без частой смены наставников. Начинал Вайсс под руководством Йина Тешена, после него был короткий период соотечественника Вайсса Экхарта Краутцуна, и вновь китайский тренер — Цзя Сюцюань. С молодёжной сборной Китая Вайсс дошёл до финала юношеского чемпионата Азии в 2004 году.
В 2007 году Вайсс возглавил юношескую сборную Руанды U-17. Он провёл с этой командой два отбора на юношеский чемпионат Африки, проиграв оба, в 2007 и 2009 годах. В отборе 2007 года юноши Руанды начали с 1 раунда, обыграв Сомали 2:0 (проводился один матч), но выбыли уже во втором, проиграв Нигерии 3:0, 3:2. (6:2 в общем). В отборе 2009 сборная Руанды выступила немного лучше, дойдя до третьего раунда. Сначала в упорнейшей борьбе была побеждена Кения 2:2, 2:1 (4:3 в общем). Во втором раунде был разгромлен Судан 1:2 и 0:4 (1:6 в общем). И только в третьем раунде юниорка Руанды уступила в упорной борьбе сборной Буркина-Фасо 1:2, 1:1 (2:3 в общем).
Вайсс также работал техническим директором в местной Руандийской федерации футбола.
В январе 2011 Вайсс возглавил сборную Филиппин, сменив на посту Саймона Макменеми. Он был рекомендован филиппинцам ДФБ. Вайсс возглавил сборную после ухода Саймона Макменеми, очень успешного тренера для Филиппин, который довел их до 1/2 Кубка Судзуки, впервые за всю историю сборной, включая сенсационную победу над сборной Вьетнама 2:0. При Вайссе «волки» квалифицировались на Кубок вызова — 2012, где завоевали «бронзу», и дошли до второго раунда отбора к ЧМ-2014. В 2013 году Вайсс вывел «волков» на второй подряд Кубок вызова. Также Михаэль руководил и молодёжными сборными Филиппин.
17 января 2017 года стал главным тренером сборной Монголии.

## Достижения
Филиппины
- Кубок вызова 2012 — 3-е место
- 2012 Philippine Peace Cup — 1-е место
- 2013 Philippine Peace Cup — 1-е место